# سمیمو
سمیمو (به فرانسوی: Smimou) یک منطقهٔ مسکونی در مراکش است که در استان صویره واقع شده‌است. سمیمو ۲٬۶۷۵ نفر جمعیت دارد.